# Perisama priene
Perisama priene är en fjärilsart som beskrevs av Carl Heinrich Hopffer 1874. Perisama priene ingår i släktet Perisama och familjen praktfjärilar. Inga underarter finns listade i Catalogue of Life.